# سوفلی
سوفلی دهستانی در استان آلمریای اسپانیا است.
در این دهستان ۲۵۵ نفر زندگی می‌کنند. مساحت این دهستان ۱۰ کیلومتر مربع است.